# Кузык, Орест Тарасович
О́рест Тара́сович Ку́зык (укр. Орест Тарасович Кузик; род. 17 мая 1995, Львов) — украинский футболист, полузащитник львовских «Карпат».

## Биография
Родился 17 мая 1995 во Львове. Футболом начинал заниматься с шести лет в академии львовских «Карпат». Первый тренер — Николай Дударенко. В ДЮФЛ в команде U-15 признавался лучшим полузащитником финального турнира и лучшим игроком «Карпат». На полузащитника обратили внимание селекционеры киевского «Динамо», и вскоре он получил предложение перейти в состав «бело-голубых».
В «Динамо» Кузык попал в группу к тренерам Алексею Дроценко и Юрию Лень. В первом же сезоне в составе киевлян 16-летний полузащитник впервые стал чемпионом Украины. В выпускном сезоне Кузык пропустил лишь один матч, сыграв в остальных 22-х, включая все поединки финальной стадии. Летом 2012 года после выпуска из академии полузащитник был зачислен в команду Валентина Белькевича, которая готовилась к старту первом розыгрыше юношеского первенства Украины. В дебютном сезоне 2012/13 футболист сыграл во всех 28 матчах сезона, а его «Динамо» ещё за тур до конца соревнований уверенно стала чемпионом Украины. В следующем сезоне Валентин Белькевич возглавил молодёжную команду. Вслед за ним туда был переведён и Кузык.
Летом 2015 вместе с группой других игроков «Динамо» из 12 человек ушёл в аренду в ужгородскую «Говерлу». В украинской Премьер-лиге дебютировал 25 июля 2015 года в матче второго тура чемпионата против «Ворсклы» (1:1), в котором вышел на замену на 59-й минуте вместо Евгения Чумака. В октябре 2016 года заключил двухлетний контракт с каменской «Сталью». По окончании сезона 2017/18 покинул «Сталь».
Летом 2018 года подписал трёхлетний контракт с греческим клубом «ПАС Янина». Всего за команду в первой половине сезона 2018/19 провёл 7 матчей во всех турнирах.
14 января перешёл на правах аренды в клуб «Днепр-1». В июле 2019 года на условиях аренды сроком на 1 год стал игроком «Десны», с которой занял 4-е место в украинской Премьер-лиге.
5 сентября 2020 года Кузык на правах свободного агента подписал контракт с кипрским «Пафосом».
Проведя лишь один сезон в составе «Пафоса», 1 июля 2021 года он на правах свободного агента присоединился к украинскому «Руху».

## Карьера в сборной
В 2010—2011 годах выступал за юношеские сборные Украины до 16 и до 17 лет.

## Достижения
«Днепр-1»
- Победитель Первой лиги Украины: 2018/19